# Монегасско-турецкие отношения
Монегасско-турецкие отношения — двусторонние дипломатические отношения между Монако и Турцией.

## История
Исторически внешние отношения Монако с Турцией были ограничены из-за франко-монегасского договора, который требовал, чтобы Монако воздерживалось от проведения внешней политики в обмен на защиту Францией независимости и суверенитета Монако.
Турция и Монако установили дипломатические отношения в 1954 году на уровне консульств. С тех пор Турция имеет почётного консула в Монако.
С 1978 года Монако имеет почётного консула в Стамбуле. Ильхами Айгюн — почётный консул Турции в Монако.
В 2005 году Монако пересмотрело франко-монегаcский договор 1918 года, чтобы разрешить полные прямые дипломатические отношения между Монако и другими странами.
Посольство Турции в Париже аккредитовано в Монако с 16 сентября 2008 года и осуществляет большинство дипломатических и рабочих контактов с Монако. Консульские отношения осуществляются взаимно назначаемыми почётными консулами и генеральным консульством Турции в Марселе.
Двусторонние отношения находятся на хорошем уровне и в основном поддерживаются в рамках проживающих в Монако граждан Турции, экономических связей и сотрудничества в международных организациях.

## Визиты
Князь Монако Альбер II посетил Турцию с рабочим визитом по случаю 38-го Конгресса Средиземноморской научной комиссии (CIESM) 9—13 апреля 2007 года и 5-го Всемирного водного форума 16—22 марта 2009 года.
1—2 марта 2006 года премьер-министр Турции Реджеп Тайип Эрдоган посетил Монако в сопровождении министров обороны и финансов для участия в 10-й Европейской кредитной конференции, организованной Citigroup.
5—7 ноября 2012 года князь Монако Альберт II находился с официальным визитом в Турции по приглашению президента Турции Абдуллаха Гюля.

## Культура
В рамках культурных связей в 2006 году были организованы два культурных мероприятия в Стамбуле и в 2007 году в Анкаре балетом Монте-Карло и филармоническим оркестром. В рамках весеннего фестиваля искусств «Монте-Карло» 18—19 марта 2011 года были организованы «Дни Турции».

## Торговые отношения
Объём торговли между двумя странами в 2015 году составил 12,8 млн € (экспорт/импорт Турции: 6,9/5,9 млн €).
С 2007 года двусторонний торговый баланс увеличивается в пользу Турции. В период с 2007 по 2015 год экспорт Турции в Монако увеличился с 2,9 млн € до 6,9 млн €, тогда как импорт Турции из Монако увеличился с 4,5 млн € до 5,9 млн €. Объём двусторонней торговли увеличился с 7,4 млн € в 2007 году до 12,8 млн € в 2015 году.
Экспорт Турции в Монако состоит в основном из резины, пластмасс и других неметаллических продуктов, текстильных изделий, металлургической продукции, металлов, деревянных и бумажных изделий. Импорт Турции из Монако в основном состоит из транспортных средств и электронных устройств.
Согласно переписи населения Монако 2008 года, 68 граждан Турции имеют вид на жительство в Монако. По состоянию на декабрь 2013 года, в Монако работают 17 граждан Турции, 9 из которых живут в Монако.